# Aphyosemion kouamense
Aphyosemion kouamense е вид лъчеперка от семейство Nothobranchiidae.

## Разпространение
Видът е разпространен в Габон.

## Описание
На дължина достигат до 4,2 cm.